# Gmunden Sporvej
Gmunden Sporvej (Straßenbahn Gmunden) er en sporvej i Gmunden i Østrig. Den åbnede 13. august 1894 som Elektrische Lokalbahn Gmunden (ELBG) men fik ændret koncessionen til sporvej i 1938. Den oprindelige længde for den metersporede enkeltsporede sporvej var 2,543 km. I 1975 blev delen mellem Rathausplatz og Franz-Josef-Platz imidlertid nedlagt, hvorefter sporvejen kun er 2,315 km lang, hvilket gør den til en af de korteste i verden. Gmundner Elektrische er med max. 10 % stigning desuden en af de stejleste. Sporvejen er en turistattraktion og et vartegn for byen. Der befordres over 300.000 passagerer om året.
Det første år var sporvejen ejet af Stern & Hafferl, før det nydannede Gmundner Elektrizitäts-Aktiengesellschaft (GEAG) overtog opgaven i januar 1895. Dette selskab blev i 1938 til Gmundner Elektrizitätsgesellschaft mbH (GEG). I 2000 omdøbtes til GEG Elektrobau GmbH, og i dag hedder selskabet GEG Elektro und Gebäudetechnik GmbH. Driften blev ligeledes varetaget af Stern & Hafferl i begyndelsen. Derefter varetog GEAG selv driften, før de atter gav opgaven til Stern & Hafferl i 1925.
Vognparken omfatter tre driftsvogne og to museumsvogne.